# Prabhu Solomon
Prabhu Salomon (en tamoul : பிரபு சாலமன்), est un réalisateur, producteur et scénariste indien né à Neyveli dans le  Tamil Nadu. Après avoir fait ses débuts en 1999, il a eu une carrière intermédiaire avant de devenir célèbre avec le succès du film de tragédie romantique Mynaa  (2010).

## Filmographie
En tant que réalisateur
- 1999 : Kannodu Kanbathellam
- 2001 : Usire
- 2002 : King
- 2006 : Kokki
- 2007 : Lee
- 2009 : Laadam
- 2010 : Mynaa
- 2012 : Kumki
- 2014 : Kayal
- 2016 : Thodari

En tant que producteur
- 2012 : Saattai
- 2017 : Rubaai

## Récompenses et distinctions

### Récompenses
- Tamil Nadu State Film Award du meilleur film pour Mynaa (2010)
- Tamil Nadu State Film Award du meilleur réalisateur pour Mynaa (2010)
- Prix Vijay pour la meilleure histoire, scénariste pour Mynaa (2010)
- Prix SIIMA du meilleur réalisateur pour Kumki (2012)